# Jack Clarke
Jack Raymond Clarke (* 23. listopadu 2000 York) je anglický profesionální fotbalista, který hraje na pozici křídelníka za anglický klub Sunderland AFC. Má za sebou i několik startů ve fotbalové reprezentaci Anglie do 20 let.